# Iglesia de Nuestra Señora de la Asunción (Monserrat)

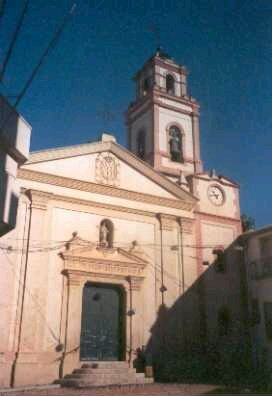
Iglesia de la Asunción.

El templo parroquial de Nuestra Señora de la Asunción en el municipio de Monserrat (provincia de Valencia, España) es un templo católico de fabricación post-renacentista y de estilo post-herreriano que data de 1621.
La nave central está  acompañada por otras dos muy pequeñas y constituyen la fábrica, con bóveda de cañón y arcos fajones en cinco tramos, y a los pies del coro, un hermoso lienzo de la Adoración de los pastores lo decora. Tiene once capillas.
En el altar mayor hay un retablo muy elegante, serio; diseñado por Enrique Giner Canet y tallado por Tomás Calvo, profesores de San Carlos de Valencia. En el centro la imagen de la Asunción de la Virgen, obra de José Pérez, acompañan a la Virgen dos imágenes, San Isidro Labrador y San Vicente Ferrer, ambas del escultor José Esteve Edo, en 1949.
Dos lienzos importantes, "Entierro de Cristo", copia de Ribera y "La Virgen de los Ángeles" de escuela valenciana, del siglo XVIII, están en depósito, son del museo San Pío V de Valencia.
La parroquia de Monserrat alberga imágenes de valor considerable, la Virgen del Carmen de Virgilio Sanchís, la Purísima de Esteve Edo, San José, con semblante varonil y paternal de Inocencio Cuesta, 1954.
La capilla de la comunión está cubierta también por bóveda de medio cañón, decorada con alegorías eucarísticas.
El sagrario es obra del orfebre valenciano José Bonacho en 1961. La capilla queda muy bien adornada con lienzos de interés: "San Juan de Ribera" del siglo XVIII; copia del Cristo de Velázquez, por el profesor Adolfo Ferrer Amblar, 1956, San Francisco de Asís, el pintor Francisco Luz, natural de la población tiene dos obras "María Magdalena", "San Sebastián" tipo impresionista, no desdicen de los otros estilos.
Los altares laterales están dedicados a la Virgen del Carmen, de los Dolores, de los Desamparados, San Roque, San José.
La Virgen de Montserrat (La Moreneta) figura en el altar de la iglesia desde el 28 de abril de 1962, fecha en que ante numerosas autoridades civiles y religiosas fue traída en peregrinación desde el catalán Monasterio de Montserrat en donde fue bendecida el día de esta Virgen.
El campanario tiene tres cuerpos, el último culmina con cupulón de teja árabe azul, muy usual en la provincia de Valencia.
El interior del templo fue reconstruido en 1949; el campanario en 1952; la fachada en 1956 y la campana mayor fue repuesta en 1992.

## Galería de imágenes

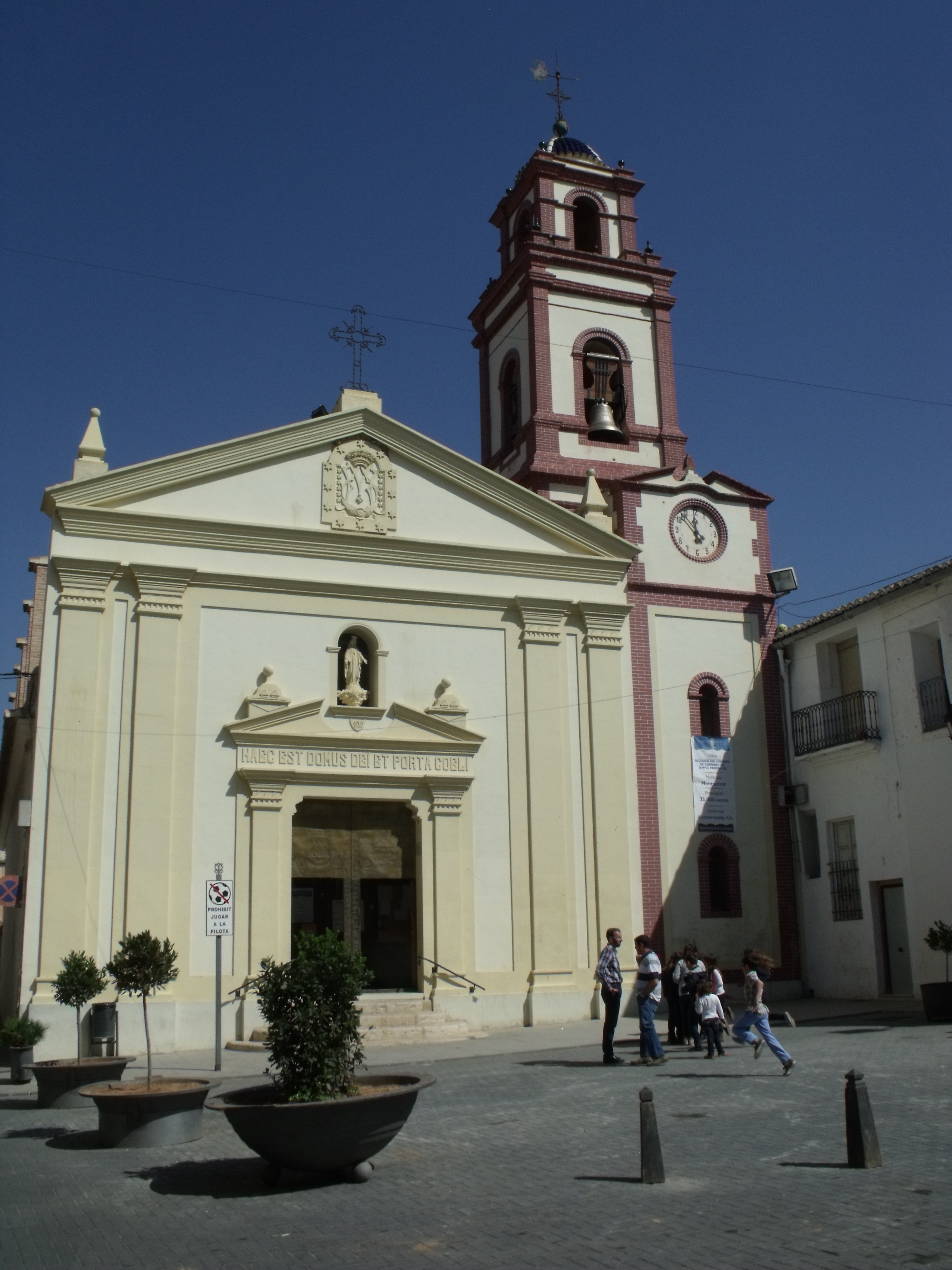
Plaza de la Iglesia.
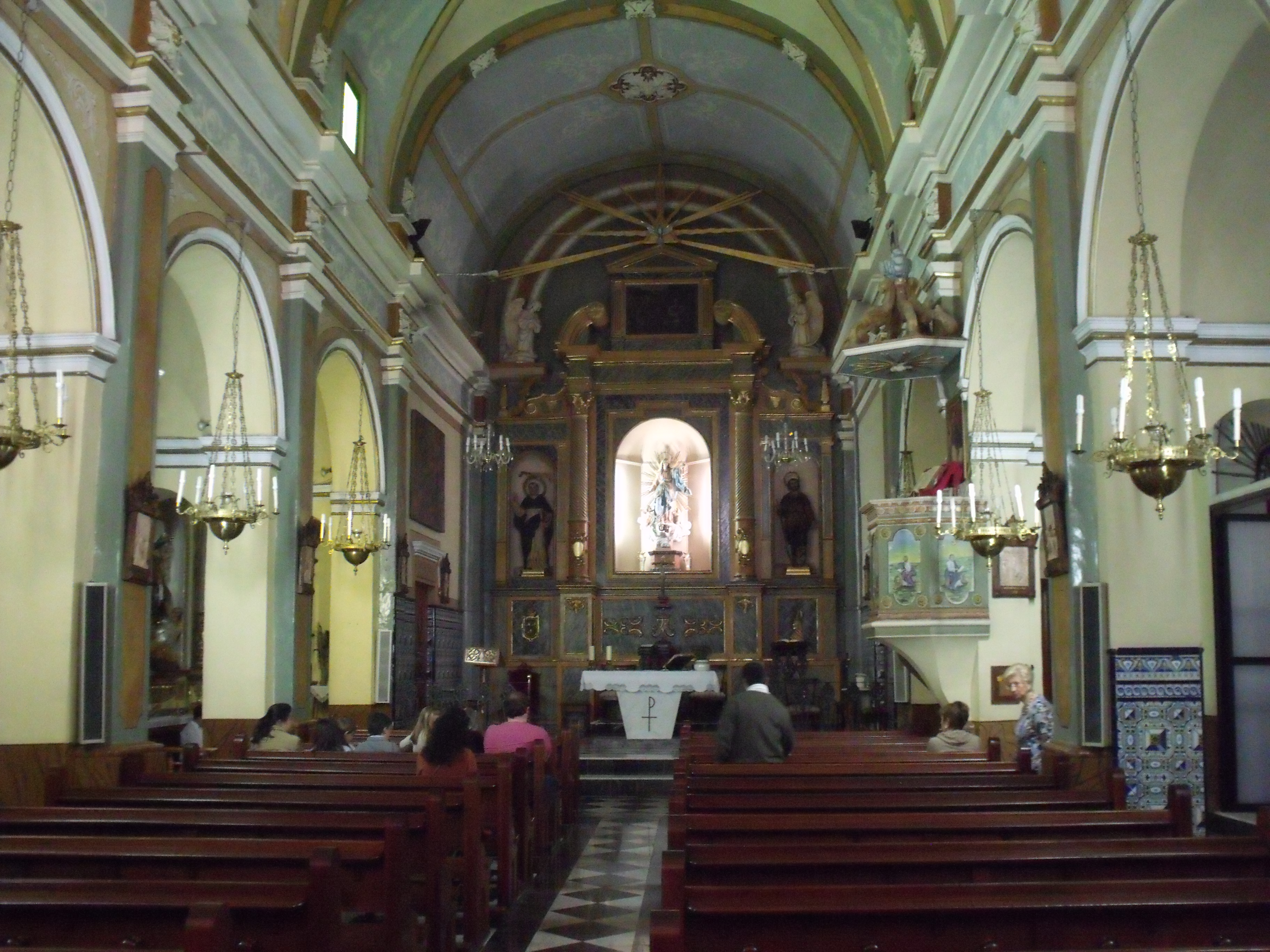
Nave.
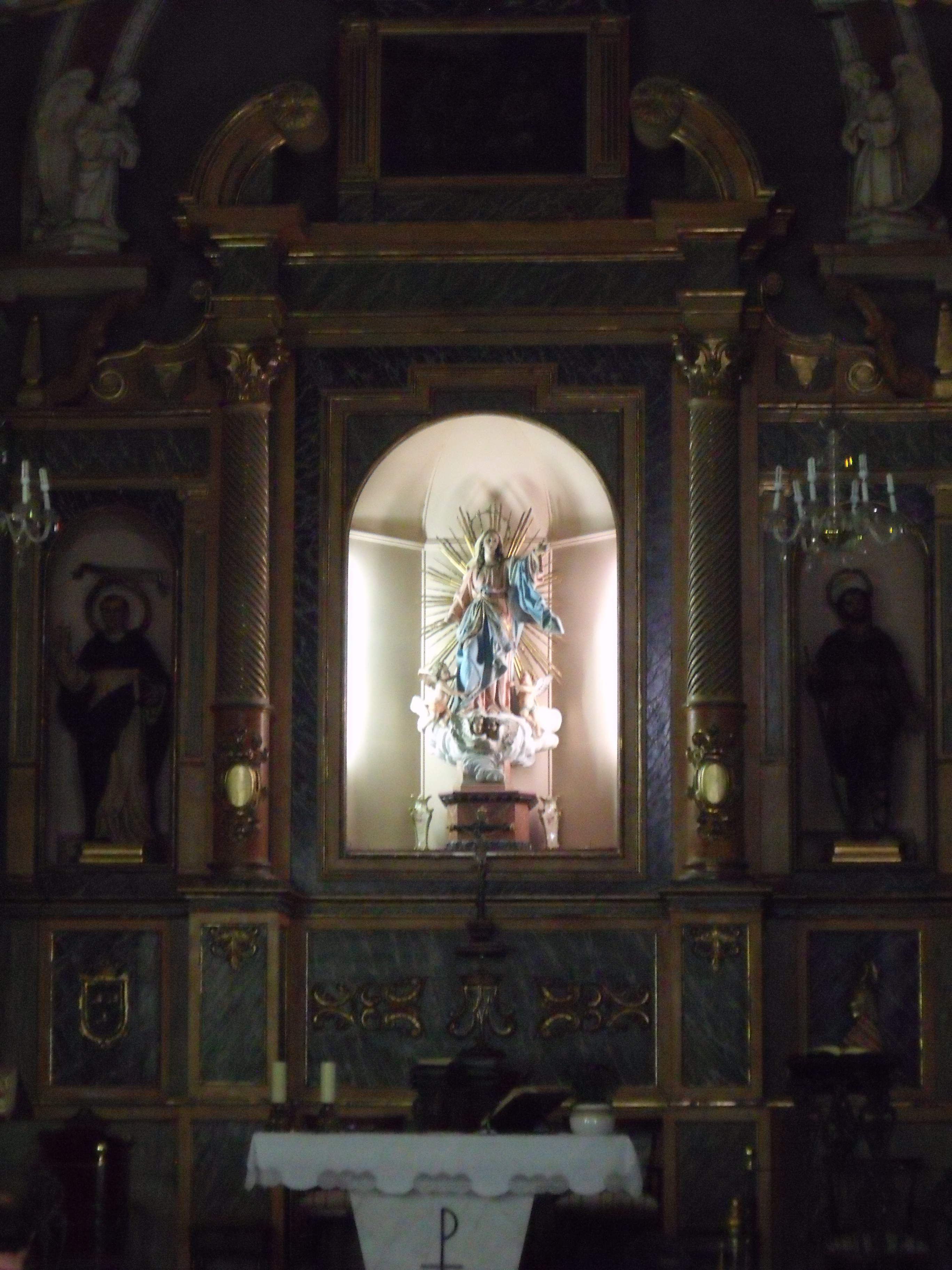
Asunción de la Virgen.
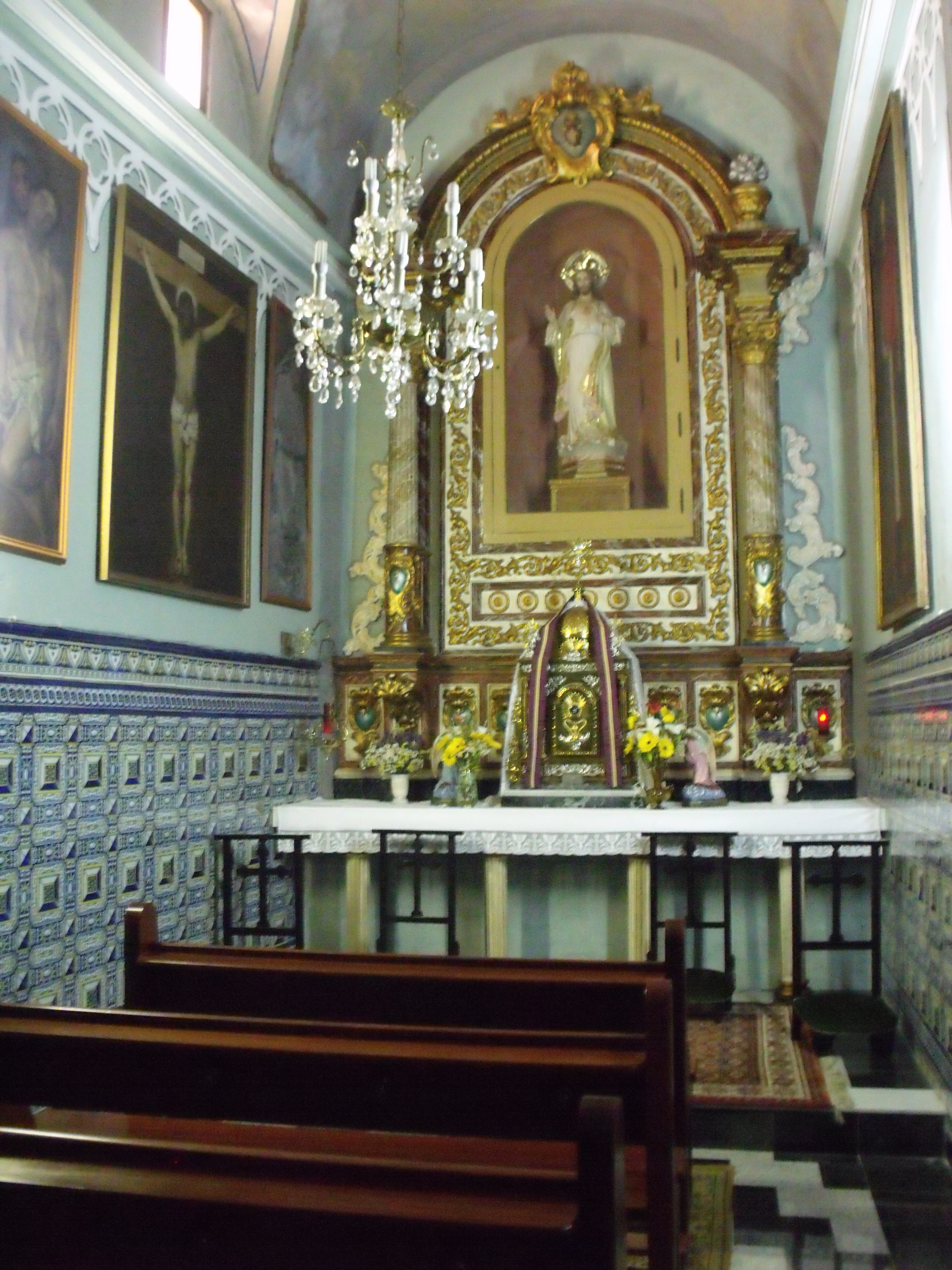
Capilla de la Comunión.